# دیلون د سیلوا
دیلون د سیلوا (انگلیسی: Dillon De Silva؛ زادهٔ ۱۸ آوریل ۲۰۰۲) بازیکن فوتبال اهل انگلستان است.
وی همچنین در تیم ملی فوتبال سری‌لانکا بازی کرده‌است.